# Tithoes somalius
Tithoes somalius es una especie de escarabajo longicornio del género Tithoes, categorizada en la tribu Acanthophorini, de la subfamilia Prioninae. Fue descrita por Lameere en 1903.
El período de actividad en ejemplares adultos se presenta regularmente en mayo y julio. Existe un ejemplar de la especie en el museo Nacional de Historia Natural de Francia.

## Descripción
Mide 65-95 mm de longitud.

## Distribución
Se distribuye por África: en Etiopía.